# François Rebel
François Rebel /fʁɑ̃'swa ʁə'bɛl/ (Parigi, 19 giugno 1701 – Parigi, 7 novembre 1775) è stato un compositore e violinista francese.

## Biografia
Nato in una famiglia di musicisti, figlio di Jean-Féry Rebel, è stato violinista all'Opéra a partire dal 1714. È nominato sovrintendente della musica nel 1749 e dirige il Concert Spirituel nel 1742 e l'Opéra con il suo amico François Francœur dal 1757 al 1767. Ha composto molti opéra (in collaborazione con François Francœur) e musica religiosa. Dirigerà di nuovo l'Opéra dal 1772 al 1775.

## Opere
- Te Deum
- De profundis
- Ulysse, tragédie lyrique, 1703
- Pyrame et Thisbé, tragédie lyrique (con François Francœur), 1726
- Scanderberg, tragédie lyrique (con François Francœur)
- Zélindor, roi des Sylphes (con François Francœur)
- Le Prince de Noisy, balletto eroico in tre atti, con François Francœur, libretto di Charles-Antoine Leclerc de La Bruère, Versailles, Théâtre des petits appartements, 13 marzo 1749

## Discografia
Zélindor, roi des Sylphes, Ausonia, Frédérick Haas e Mira Glodeanu (direzione artistica), nel cofanetto « 200 ans de musique à Versailles » (CD10), France musique 2007